# Греція на пісенному конкурсі Євробачення 2011
Греція підтвердила свою участь у пісенному конкурсі Євробачення 2011, який відбудеться в період з 10 по 14 травня 2011 року у Дюссельдорфі, Німеччина. В фіналі національного відбору перемогу здобули Лукас Йоркас і Stereo Mike.

## Національний відбір
Національний відбір учасників, які представлятимуть країну на конкурсі, організовує Грецька корпорація телерадіомовлення (ERT). Фінал національного відбору відбудеться 2 березня 2011 року. У ньому візьмуть участь 6 учасників: Антігоні Псіхрамі, Коккіна Халіа, Лукас Йоркас, Ніккі Понте, Трімітоніо і Валанто Тріфонос. Рішення прийматиметься глядачами відбору та журі 50/50%.

### Пісні
15 лютого 2011 року о 20 годині на телеканалі NET відбулася офіційна презентація пісень учасників національного відбору.
| Жереб | Артист                     | Пісня                   | Переклад з грецької | Автори пісні                                        |
| ----- | -------------------------- | ----------------------- | ------------------- | --------------------------------------------------- |
| 1     | Коккіна Халіа              | «Come With Me»          | —                   | Коккіна Халіа, Андреас Галанопулос                  |
| 2     | Валанто Тріфонос           | «The Time is Now»       | —                   | Johan Ramström, Patrik Magnusson, Martti Vuorinen   |
| 3     | Трімітоніо                 | «Χαμογέλα»              | Посмішка            | Нікос Терзіс, Вангеліс Константінідіс               |
| 4     | Антігоні Псіхрамі          | «It's All Greek To Me!» | —                   | Апостолос Псіхраміс, Дімітріс С, Жерард Джеймс Борг |
| 5     | Лукас Йоркас і Stereo Mike | «Watch my Dance»        | —                   | Янніс Христодулопулос, Елеана Врахалі               |
| 6     | Ніккі Понте                | «I Don't Wanna Dance»   | —                   | Jonas Saeed, Pia Sjöberg                            |

### Результат
2 березня в ході національного відбору, який відбувся на телеканалі EPT, визначена пісня-переможець. Нею стала «Watch my dance». Відтак у першому півфіналі Грецію представлятимуть Лукас Йоркас, переможець першого сезону грецького талант-шоу The X Factor, і Stereo Mike.
В фіналі відбору окрім учасників виступили такі європейські виконавці: Христос Мілордос — учасник Євробачення 2011 від Кіпру, Glen Vella — учасник Євробачення 2011 від Мальти, Полі Генова — учасниця Євробачення 2011 від Болгарії.

## На Євробаченні
Лукас Йоркас і Stereo Mike виступали у першому півфіналі Пісенного конкурсу Євробачення, який відбувся 10 травня. Їхня пісня посіла перше місце, у той час як майбутні переможці від Азербайджану Ел і Нікі посіли тільки 2 сходинку.
У фіналі конкурсу 14 травня Греція набрала 120 балів і зрештою отримала 7 місце.